# Promenaea xanthina
Promenaea xanthina är en orkidéart som först beskrevs av John Lindley, och fick sitt nu gällande namn av John Lindley. Promenaea xanthina ingår i släktet Promenaea och familjen orkidéer. Inga underarter finns listade i Catalogue of Life.
Promenaea xanthina växer i östra och södra Brasilien.

## Bilder

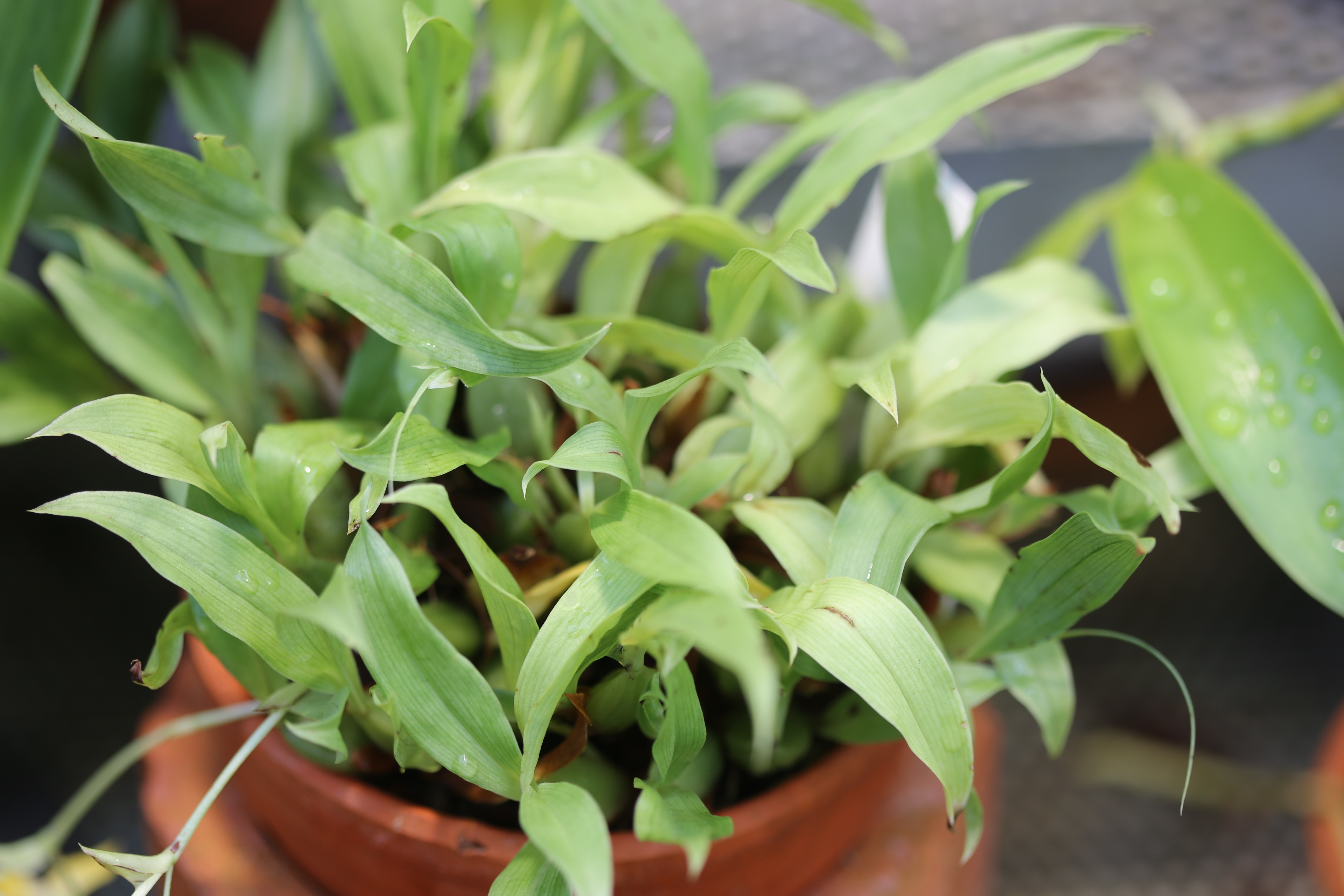
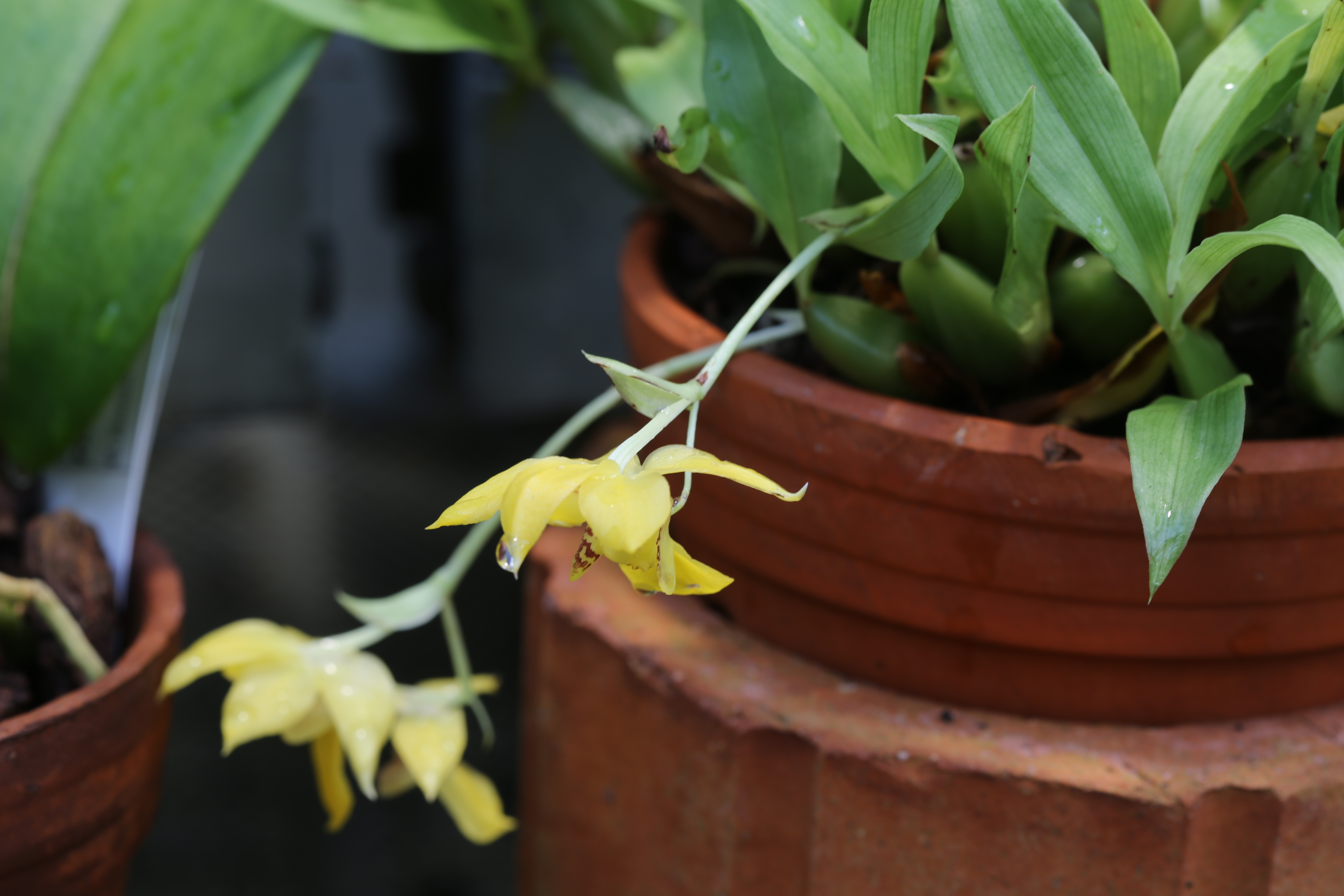
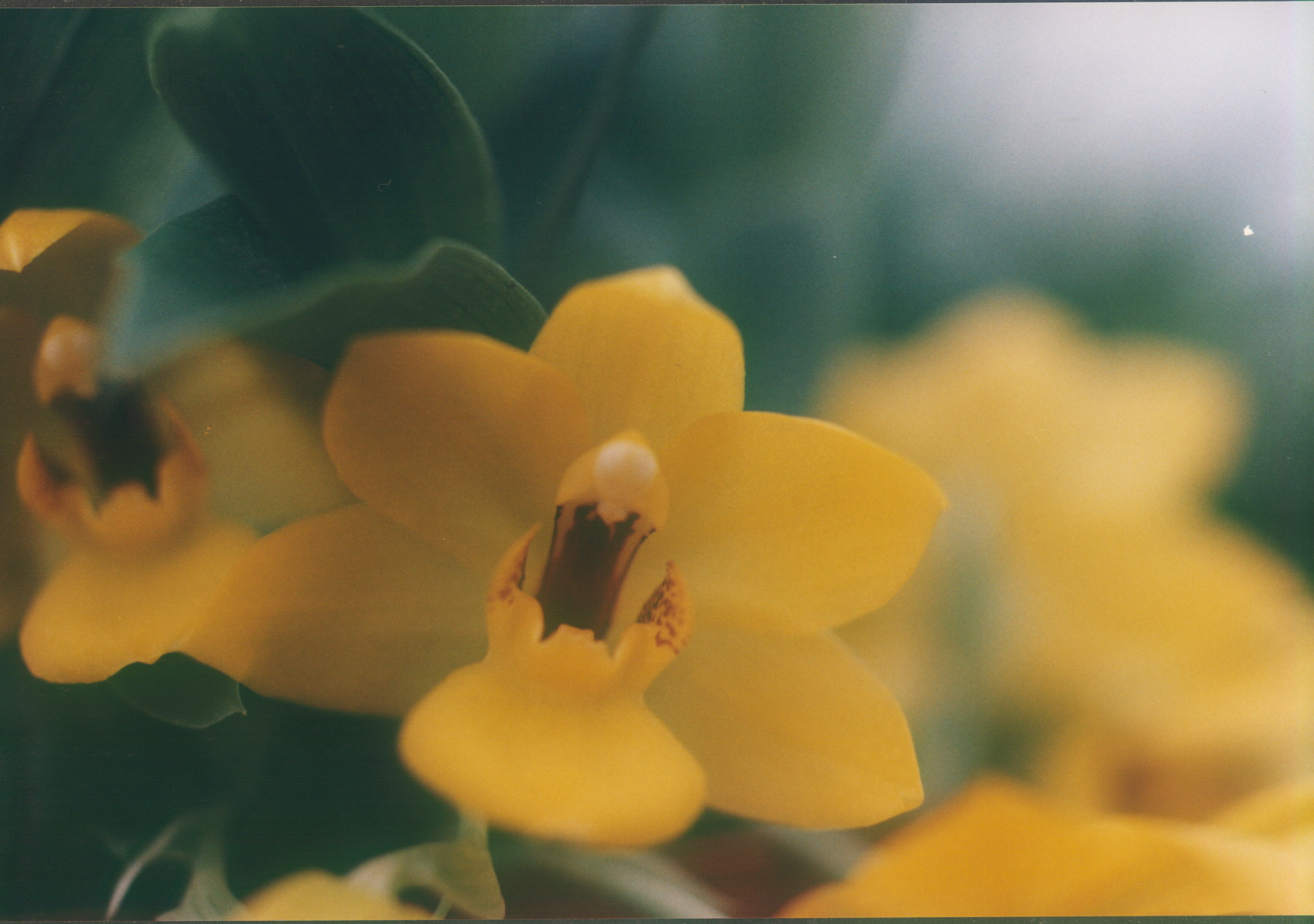
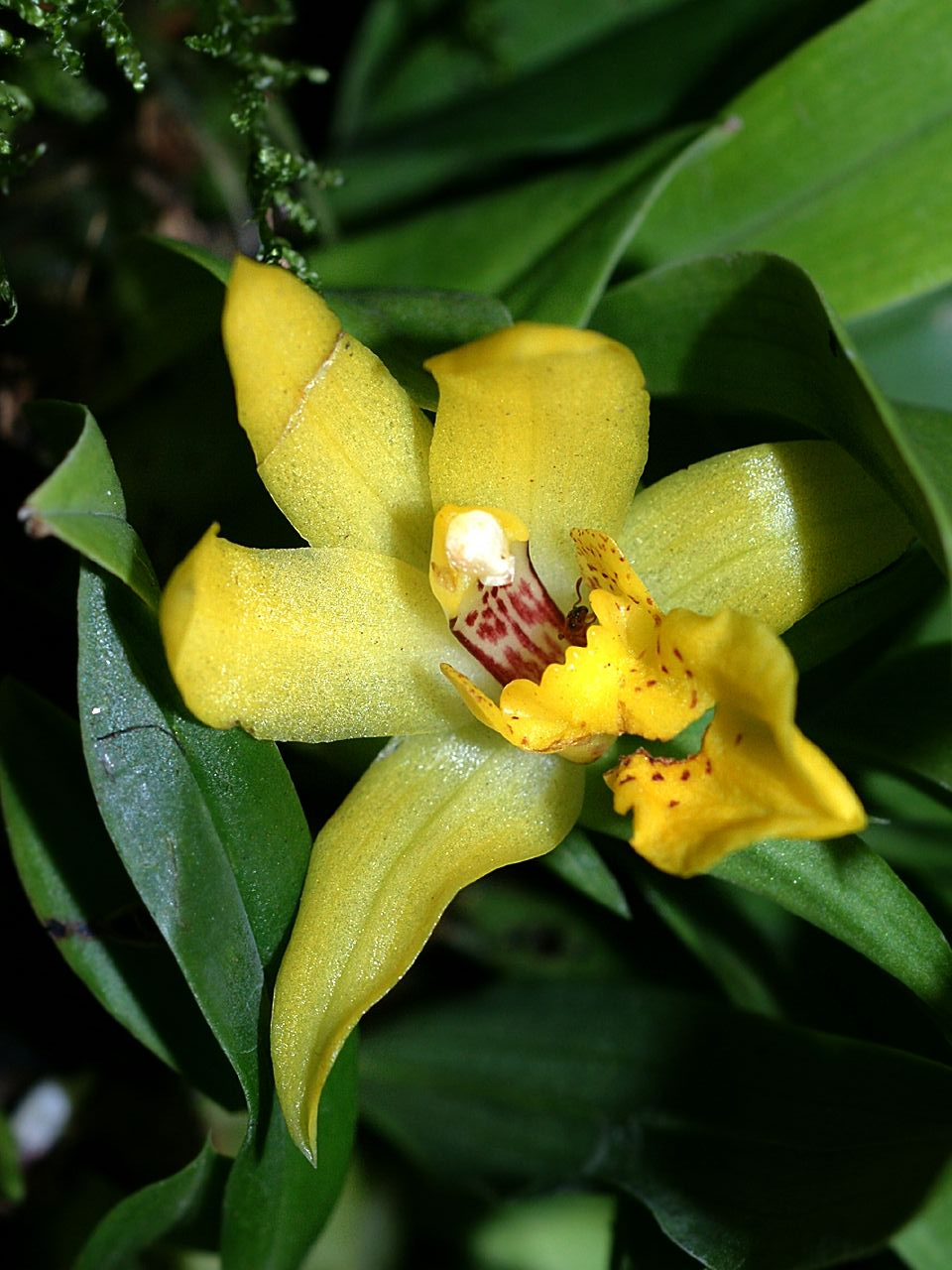
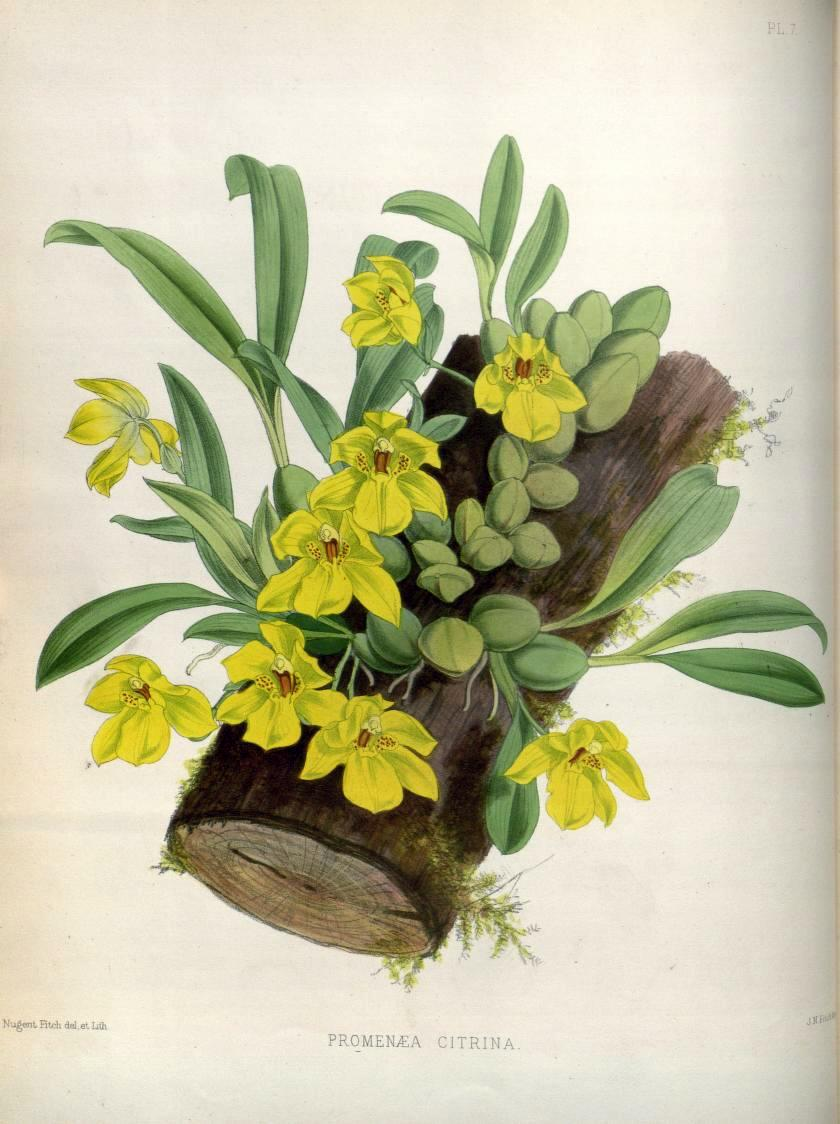